# Rosa Maria Di Giorgi
Rosa Maria Di Giorgi (Reggio Calabria, 11 agosto 1955) è una politica italiana, senatrice della Repubblica dal 15 marzo 2013 al 22 marzo 2018, dov'è stata segretaria e vicepresidente vicaria dell'aula, e deputata alla Camera dal 23 marzo 2018 al 12 ottobre 2022.

## Biografia
Laureata in lettere e filosofia, prima ricercatrice al Consiglio Nazionale delle Ricerche (CNR) presso l’Istituto di Teoria e Tecniche dell'Informazione Giuridica (ITTIG) di Firenze, è stata componente del Comitato Scientifico Nazionale del Dipartimento ICT (Information and Communication Technology) del CNR e coordinatrice della Rete telematica regionale toscana (RTRT).
Ha svolto il ruolo di capo di gabinetto del sindaco di Firenze Mario Primicerio dal 1997 al 1999, e di assessora alla Cultura nella giunta comunale di Firenze guidata da Leonardo Domenici dal 1999 al 2000.
Nel 2002 aderisce a La Margherita di Francesco Rutelli, lista elettorale che divenne un partito raccogliendo il Partito Popolare Italiano di Pierluigi Castagnetti, Rinnovamento Italiano di Lamberto Dini e I Democratici di Arturo Parisi, con il quale alle elezioni amministrative del 2004 si candida al consiglio comunale di Firenze, a sostegno del sindaco uscente di centro-sinistra Domenici, venendo eletta e ricoprendo gli incarichi di vicepresidente del Consiglio e capogruppo de La Margherita.
Nel 2007 aderisce alla confluenza de La Margherita nel Partito Democratico (PD), dove divenne capogruppo al consiglio comunale di Firenze.
A partire dal 2004 fino al 2009, su nomina del Consiglio regionale della Toscana, ha assunto il ruolo di Presidente della Fondazione Orchestra della Toscana presso il Teatro Verdi di Firenze.
Alle amministrative del 2009 viene rieletta consigliera comunale e successivamente chiamata a far parte della giunta del nuovo sindaco Matteo Renzi come assessore con delega all'educazione, alla legalità e ai rapporti con il consiglio comunale.
Nel dicembre 2012 partecipa alle elezioni primarie "Parlamentarie” del PD per scegliere i candidati al Parlamento alla imminenti elezioni politiche, ottenendo 7.710 preferenze, venendo candidata al Senato della Repubblica, tra le liste del PD nella circoscrizione Toscana in quarta posizione, ed eletta senatrice. Dal 21 marzo 2013 viene anche eletta segretaria dell'ufficio di presidenza del Senato nella XVII legislatura della Repubblica.
Il 14 gennaio 2016 è tra i 31 parlamentari, soprattutto di area cattolica, del PD a firmare un emendamento contro l'articolo 5 del disegno di legge Cirinnà riguardante l'adozione del figlio del partner.
Il 22 febbraio 2017 è eletta vicepresidente vicaria del Senato con 145 voti, andando così a sostituire in quell'incarico Valeria Fedeli, a sua volta nominata Ministro dell'istruzione, dell'università e della ricerca.
Alle elezioni politiche del 2018 viene candidata alla Camera dei deputati nel collegio uninominale Toscana - 02 (Firenze-Scandicci), sostenuta dalla coalizione di centro-sinistra in quota PD, venendo eletta deputata con il 42,98% dei voti contro i candidati del centro-destra Claudia Dominici (24,51%) e del Movimento 5 Stelle Sabrina Montaguti (21,87%). Nel corso della XVIII legislatura è stata capogruppo del PD nella 7ª Commissione Cultura, scienza e istruzione.
In vista delle primarie del PD del 2019 sostiene la mozione di Nicola Zingaretti, presidente della Regione Lazio dal 12 marzo 2013 e candidato con la carriera amministrativa più lunga alle spalle, che risulterà vincente con il 66% dei voti.
Non ricandidata alle successive politiche.
In vista della elezioni amministrative del 2024 viene considerata come papabile candidata sindaca di Firenze del centro-sinistra, tant'è che chiese le elezioni primarie per sceglierlo.
Il 20 settembre 2023 lascia il PD per aderire ad Italia Viva di Matteo Renzi, con il quale si ricongiunge dopo gli anni trascorsi in comune a Firenze, motivando la sua scelta in quanto contraria alla linea politica, a suo dire, "troppo a sinistra" e "verso il Movimento 5 Stelle".
Nel maggio del 2024, in occasione delle elezioni europee, viene candidata per la lista di scopo Stati Uniti d'Europa (costituita da +Europa, Italia Viva e altri partiti) nella circoscrizione centrale.
La Di Giorgi raccoglie circa 2.500 preferenze ma la lista non supera la soglia di sbarramento.

## Attività parlamentare
Si è orientata principalmente nei settori culturali, di sostegno alla ricerca scientifica. In particolare, dal 6 ottobre 2016, con l'approvazione del cosiddetto "DdL Cinema" che ha visto la Di Giorgi prima firmataria e relatrice di un provvedimento molto rilevante per il comparto, che ha come obiettivo il rilancio e lo sviluppo del settore cinematografico e audiovisivo.
Dal 2013, Di Giorgi è componente delle commissioni “Istruzione pubblica, beni culturali, ricerca scientifica, spettacolo e sport” VII, della Commissione parlamentare per la semplificazione" e della Commissione parlamentare d’inchiesta sul rapimento e sulla morte di Aldo Moro.